# Região Geográfica Intermediária de Cruzeiro do Sul
A Região Geográfica Intermediária de Cruzeiro do Sul é uma das duas regiões intermediárias do estado brasileiro do Acre e uma das 134 regiões intermediárias do Brasil, criadas pelo Instituto Brasileiro de Geografia e Estatística (IBGE) em 2017. É composta por 8 municípios, distribuídos em duas regiões geográficas imediatas.
Sua população total estimada pelo Instituto Brasileiro de Geografia e Estatística (IBGE) para 1º de julho de 2024 é de 257 422 habitantes, distribuídos em uma área total de 85 448,512 km².
Cruzeiro do Sul é o município mais populoso da região intermediária, com 98 382 habitantes, de acordo com estimativas de 2024 do Instituto Brasileiro de Geografia e Estatística (IBGE).

## Regiões geográficas imediatas
| Região geográfica imediata                    | Municípios                                                                    | População Estimativa 2024 | Área (km²) |
| --------------------------------------------- | ----------------------------------------------------------------------------- | ------------------------- | ---------- |
| Região Geográfica Imediata de Cruzeiro do Sul | Cruzeiro do Sul Mâncio Lima Marechal Thaumaturgo Porto Walter Rodrigues Alves | 163 474                   | 31 944,729 |
| Região Geográfica Imediata de Tarauacá        | Feijó Jordão Tarauacá                                                         | 93 948                    | 53 503,783 |
| Total                                         | 8                                                                             | 257 422                   | 85 448,512 |